# نيلس فريدريك يوليوس أرز
نيلس فريدريك يوليوس أرز (بالنرويجية البوكمول: Nils Fredrik Julius Aars)‏ هو عضو برلمان النرويج ‏ نرويجي، ولد في 9 مارس 1807 في إينيباك في النرويج، وتوفي في 11 يونيو 1865 في Lom, Norway ‏ في النرويج.